# Lothar Markschies
Johannes-Lothar Markschies (* 4. Mai 1925 in Leipzig; † 20. Februar 2008 in Berlin) war ein deutscher Germanist.

## Leben

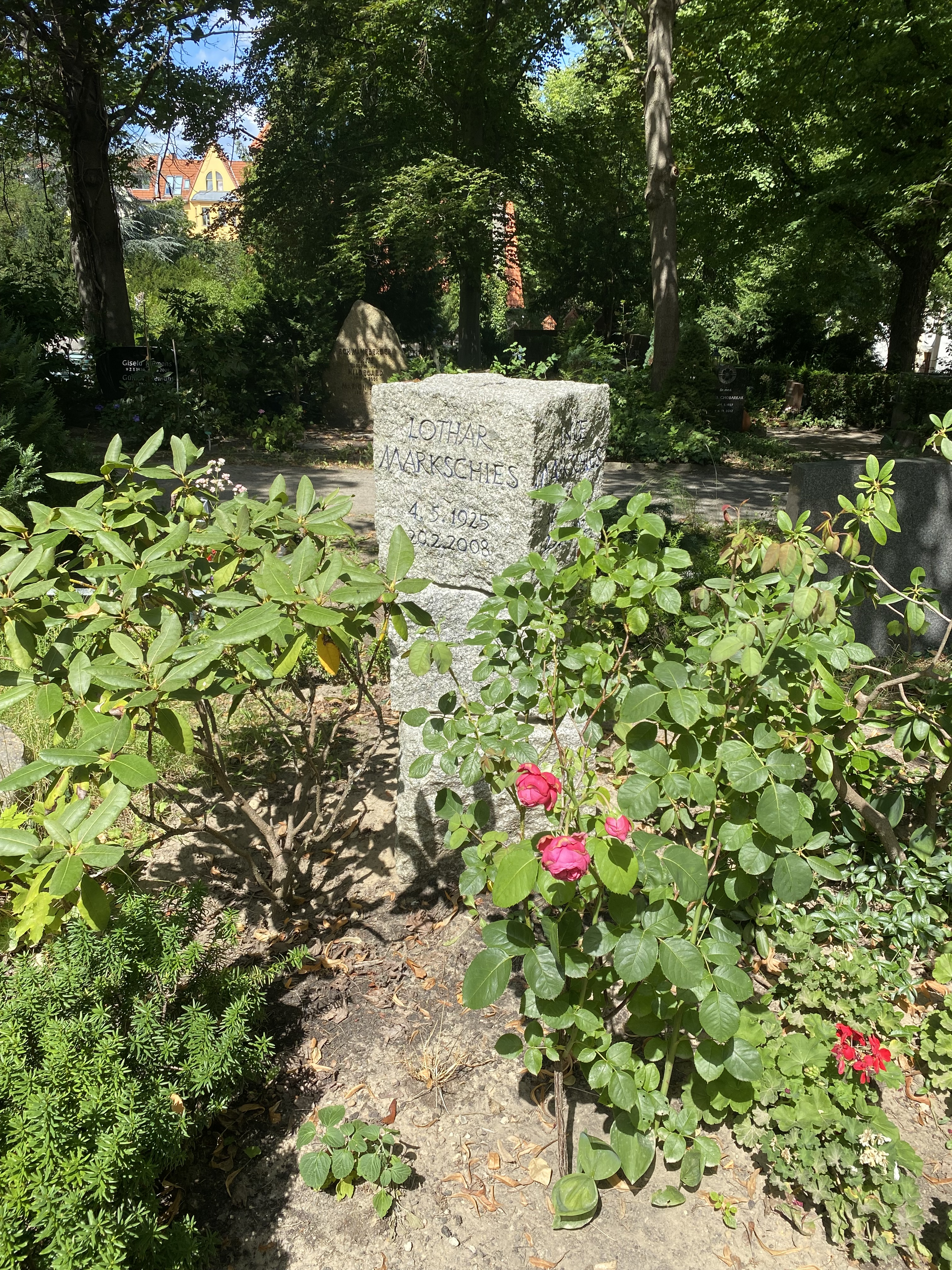
Grabstätte auf dem Friedhof Schmargendorf

Nach dem Abitur am König-Albert-Gymnasium 1943 und der Promotion bei Hermann August Korff zum Dr. phil. 1950 in Leipzig wurde er dort 1951 wissenschaftlicher Assistent. 1957 wechselte er an die FU Berlin und war 1965 bis 1968 Lektor für Deutsche Stilistik. Nach der Habilitation (Thema: Die äsopische Fabel) an der FU Berlin 1964 wurde er dort 1968 Akademischer Rat und 1970 Professor für Neuere deutsche Literatur. Er trat 1990 in den Ruhestand ein.
Ein Teilnachlass befindet sich im Universitätsarchiv der Freien Universität Berlin. Markschies wurde auf dem Friedhof Berlin-Schmargendorf beigesetzt.
Sein Sohn Christoph Markschies (* 1962) ist Professor für Antikes Christentum und war zeitweise Präsident der Humboldt-Universität zu Berlin. Sein Sohn Alexander Markschies (* 1969) ist Kunsthistoriker an der RWTH Aachen.

## Schriften (Auswahl)
- Das Heilige bei Hölderlin. Eine literarhistorische Untersuchung über den Grundwert der Hölderlinschen Dichtung. Diss., Leipzig 1950, OCLC 831051424.
- Hrsg.: Hans Sachs: Sämtliche Fabeln und Schwänke. Halle an der Saale ³1955, OCLC 831051424.